# Беррі (Онтаріо)
 Беррі  (англ. Barrie) — місто в графстві Сімко провінції Онтаріо у Канаді.
Беррі розташована на узбережжі затоки Кемпенфелт (англ. Kempenfelt Bay) озера Сімко. Місто — частина промислового району, прозваного «Золотою підковою» .

## Особливості
- «Золота підкова» — (англ. Golden Horseshoe)

## Відомі люди
- Рей Геріпі — канадський хокеїст, гравець НХЛ.
- Террі Мартін — канадський хокеїст, гравець НХЛ.
- Ден Мелоуні — канадський хокеїст та тренер.

## Галерея

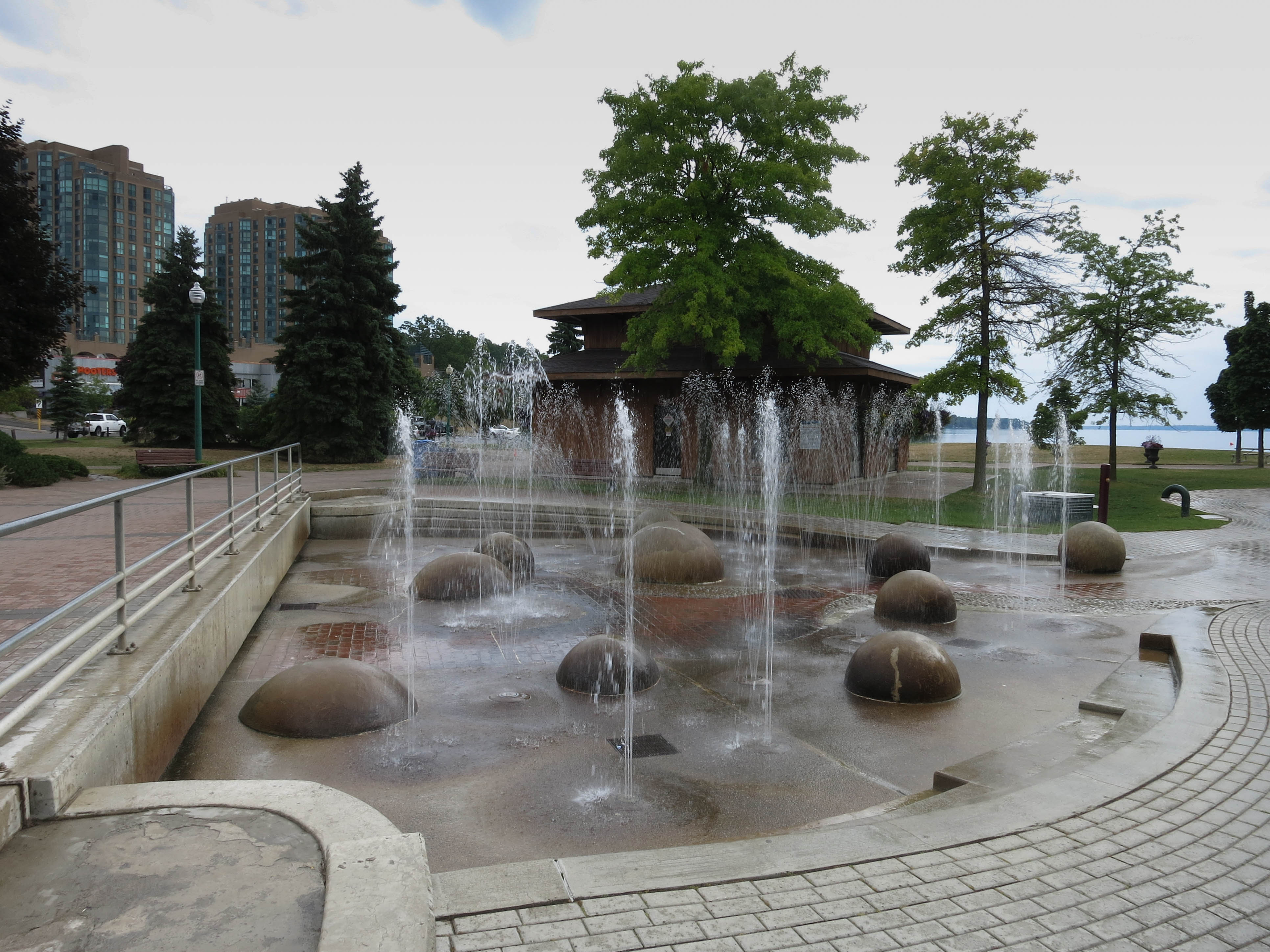
Парк спадщини
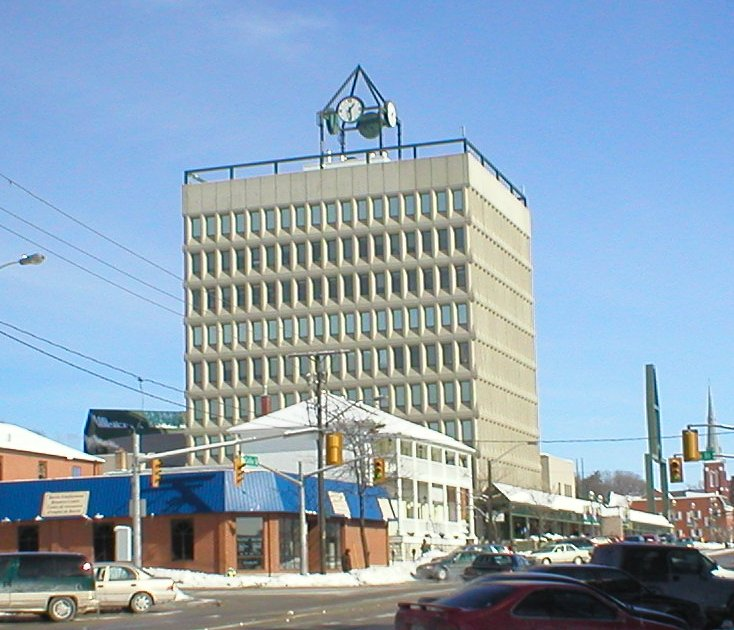
Мерія
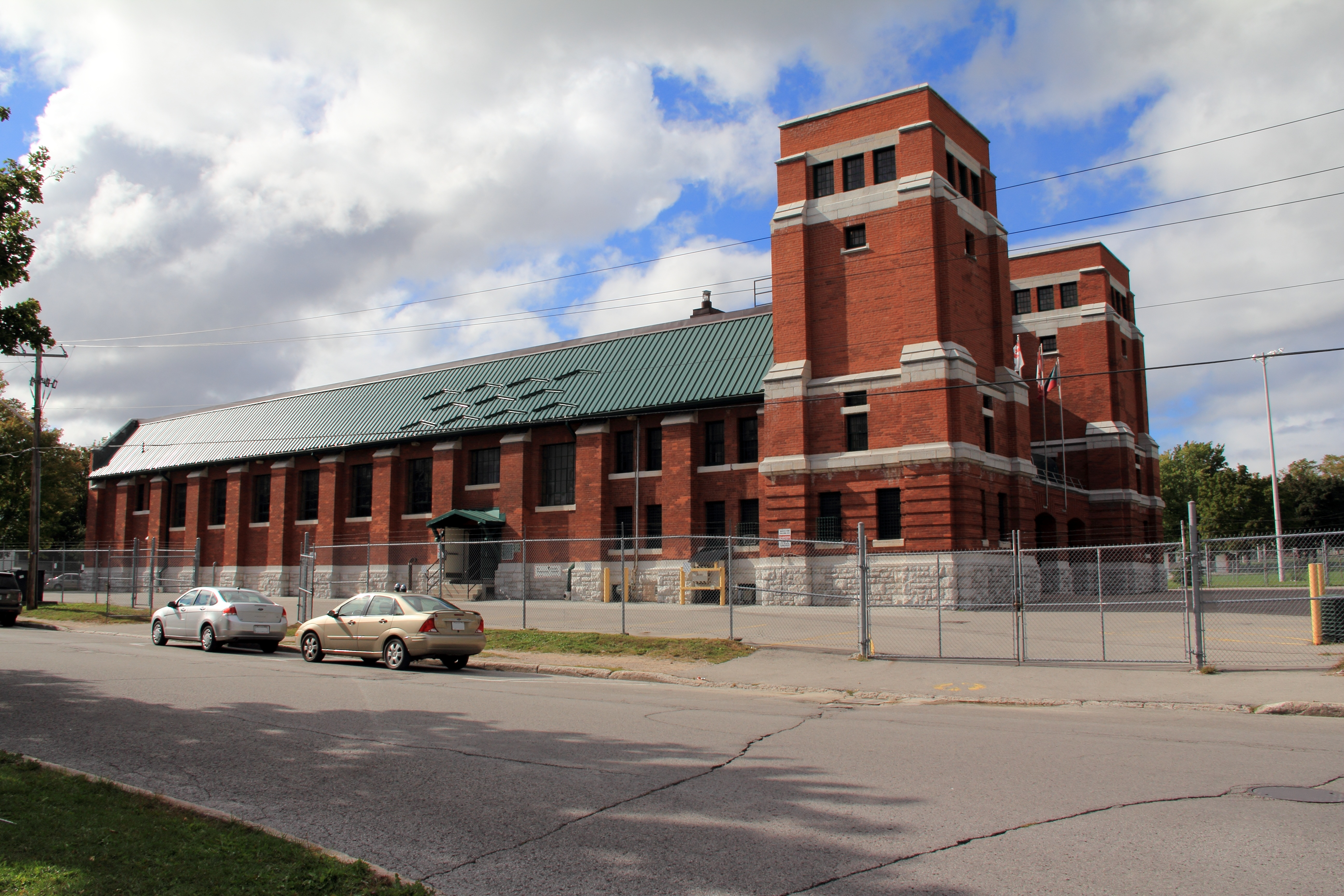
Арсенал